# Evi Geentjens
Evi Geentjens (ur. 10 czerwca 1984 w Antwerpii) – belgijska wioślarka.

## Osiągnięcia
- Mistrzostwa Świata – Monachium 2007 – jedynka wagi lekkiej – 15. miejsce[1].
- Mistrzostwa Świata – Poznań 2009 – jedynka wagi lekkiej – 5. miejsce[1].